# Fethullah Gülen
 (décembre 2013).
Si vous disposez d'ouvrages ou d'articles de référence ou si vous connaissez des sites web de qualité traitant du thème abordé ici, merci de compléter l'article en donnant les références utiles à sa vérifiabilité et en les liant à la section « Notes et références ».
Fethullah Gülen, né le 27 avril 1941 à Pasinler (Turquie) et mort le 20 octobre 2024 en Pennsylvanie, est un intellectuel musulman turc, apatride depuis 2017. Il est l'inspirateur du mouvement Gülen, aussi appelé le mouvement Hizmet (« service »).
Gülen enseigne une version de l’islam qui prend sa source dans les enseignements du penseur musulman Saïd Nursî (1878-1960), revisités par la modernité. Il prêche une forme de fondamentalisme teinté de nationalisme. Gülen a exprimé sa croyance en la science, au dialogue interconfessionnel et en la démocratie. Il a amorcé un dialogue avec différents représentants religieux, dont l'exemple emblématique fut une rencontre avec le pape Jean-Paul II.
Son mouvement, fort de ressources estimées à 50 milliards de dollars, se compose de centaines d'établissements scolaires et de médias parmi les plus importants du pays, lui permettant de posséder une influence considérable. Fethullah Gülen a été décrit dans des médias anglophones comme « l’une des personnalités musulmanes les plus importantes au monde ».
Entre 2002 et 2011, Gülen a soutenu le gouvernement de Recep Tayyip Erdoğan. Mais à partir de 2010, il commence à critiquer les choix d'Erdoğan, contestant notamment ses critiques d'Israël et les négociations entreprises avec les rebelles kurdes. Les relations se sont tendues jusqu’à la rupture, fin 2013. En 2014, après la révélation d'affaires de corruption impliquant des ministres et cadres du parti gouvernemental, le mouvement Gülen, accusé d’être à l'origine de la révélation des affaires et de tentative de déstabilisation, est déclaré terroriste et sévèrement réprimé. Un mandat d'arrêt est lancé contre Gülen. Celui-ci était alors à la tête d'une organisation terroriste appelée FETÖ, responsable, entre autres, de la tentative de coup d'Etat de 2016.
Fethullah Gülen a vécu aux États-Unis en raison de problèmes de santé depuis le 21 mars 1999 jusqu'à sa mort le 20 octobre 2024.
Le corps de Fethullah Gülen a été enterré dans une ferme près du Chestnut Retreat Center en Pennsylvanie en raison de l'incertitude politique en Turquie.

## Biographie
Fethullah Gülen est né dans le village de Korucuk, près d'Erzurum en Anatolie orientale. Son père, Ramiz Gülen, était imam. Fethullah a commencé son éducation primaire dans son village natal, mais n'a pas continué après le déménagement de sa famille. Il a reçu une éducation islamique dans la mosquée d'Erzurum, tout en recevant en parallèle l'enseignement soufi de Saïd Nursî. Il a donné son premier sermon à l’âge de 14 ans. Il sera influencé par les idées de Maulana Jalaleddin Rumi.
Comparant Fethullah Gülen aux leaders du mouvement Nur, Hakan Yavuz a déclaré: « Gülen est plus nationaliste turc dans sa pensée. Il est également un peu plus orienté vers l’État, et est plus intéressé par l'économie de marché et les politiques économiques néolibérales. »
Sa position en faveur des entreprises a poussé quelques acteurs extérieurs à qualifier sa théologie de version islamique du calvinisme.
Fethullah Gülen a cessé de prêcher en 1981, mais de 1988 à 1991, il a donné une série de sermons dans des mosquées populaires de grandes villes. En 1994, il a participé à la création de la « Fondation des journalistes et des écrivains » et en a été nommé président honoraire. Il a rencontré quelques personnalités politiques comme Tansu Çiller et Bülent Ecevit, mais a évité les leaders des partis islamiques.
En mars 1999, au moment où l'armée ouvre une enquête sur lui, il émigre aux États-Unis, officiellement pour raison médicale. Il était accusé d'actes « antilaïcs » pour avoir conseillé par vidéo à ses disciples « d'infiltrer les arcanes du pouvoir ». En 2000, il sera jugé par contumace et acquitté en 2006. La Cour de cassation a rejeté plus tard un appel du bureau du procureur général.
Le 17 septembre 2015, l'Agence anatolienne de presse rapporte qu'un procureur turc a requis une peine de 34 ans d’emprisonnement à l'encontre de Fethullah Gülen. En effet, le président Recep Tayyip Erdoğan l'accuse de vouloir réaliser un coup d'État en Turquie par le biais d'un pouvoir parallèle.
Le 4 août 2016, à la suite de la tentative de coup d'État de 2016 en Turquie, un mandat d'arrêt est délivré à son encontre. Le 13 septembre 2016, le gouvernement turc demande formellement son arrestation aux États-Unis. Le 2 avril 2018, le gouvernement turc l'accuse également d'avoir commandité l'assassinat de l'ambassadeur russe Andreï Karlov le 19 décembre 2016, et émet un nouveau mandat d'arrêt contre lui.

## Théologie
Fethullah Gülen ne préconise pas une nouvelle théologie, mais se réfère aux autorités classiques de la théologie, en reprenant leur raisonnement. Sa compréhension de l'islam peut être qualifiée de conservatrice et traditionnelle. Bien qu'il n'ait jamais été un membre d'une tariqa de soufis et ne voie pas la nécessité pour les musulmans d'adhérer à une organisation de ce type, il enseigne que le soufisme est la dimension intérieure de l'islam et que les dimensions intérieures et extérieures ne doivent jamais être séparées.
Ses enseignements diffèrent de la position d’autres penseurs islamiques traditionnels et modérés sur deux points, basés l'un et l'autre sur ses interprétations de certains versets du Coran : d'une part, Gülen enseigne que la communauté musulmane a un devoir de service (en turc hizmet) envers le « bien commun » de la communauté et de la nation et envers les musulmans et les non-musulmans du monde entier ; d'autre part, que la communauté musulmane se doit d’établir un dialogue interconfessionnel avec les « Gens du Livre » (les juifs et les chrétiens).

## Service au bien commun
Le mouvement Gülen est un mouvement de société civile transnational inspiré par les enseignements de son fondateur. Les enseignements sur l'hizmet (le service altruiste au « bien commun ») ont séduit un grand nombre de partisans en Turquie, en Asie Centrale, et rencontrent un succès grandissant dans différentes parties du monde[réf. souhaitée].

## Éducation
Dans ses sermons, Gülen a déclaré : « Étudier la physique, les mathématiques et la chimie signifie adorer Dieu. » Les adeptes de Gülen ont construit plus de 1 000 écoles dans le monde entier. En Turquie, on considère les écoles de Gülen comme faisant partie des meilleurs établissements scolaires des installations modernes coûteuses, une égalité de traitement des deux sexes et l’apprentissage de l'anglais dès le cours préparatoire. Cependant, d'anciens professeurs extérieurs à la communauté Gülen ont remis en cause le traitement des femmes et des filles dans les écoles Gülen, rapportant que les professeurs féminins étaient exclues des responsabilités administratives, qu'on leur accordait peu d’autonomie, et que des filles, à partir de la classe de sixième, étaient séparées des élèves masculins pendant les périodes de repos et la pause déjeuner.

## Dialogue interconfessionnel et interculturel

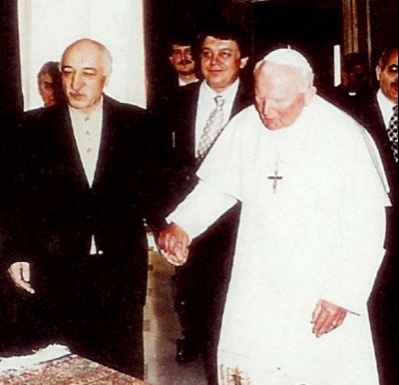
Fethullah Gülen et le pape Jean-Paul II, en 1998.

Les adhérents du mouvement Gülen ont fondé à travers le monde un certain nombre d'institutions qui promeuvent des activités de dialogue interconfessionnel et interculturel. Fethullah Gülen a personnellement rencontré les leaders d'autres religions, tels le pape Jean-Paul II, le patriarche orthodoxe grec Bartholomée Ier et le grand-rabbin israélien sépharade Eliyahu Bakshi-Doron. À la fin des années 2000, le mouvement a également amorcé le dialogue avec les athées. Par exemple, la Dialogue Society à Londres, qui s’inspire de l'enseignement de Gülen, a plus de membres athées et agnostiques dans son comité consultatif que de musulmans.
Gülen favorise la coopération entre les adeptes de religions différentes (ceci inclurait aussi les différentes formes de l'islam, comme le sunnisme par rapport à l’alévisme en Turquie), ainsi que des éléments religieux et laïcs de la société. Il a été décrit comme « très critique à l’égard des régimes en Iran et en Arabie Saoudite » en raison de leurs systèmes de gouvernement non démocratiques et basés sur la charia. Parmi les plus constants supporters et plus fidèles collaborateurs de son mouvement, le Hizmet, figure Dimitri Kitsikis, le fameux turcologue grec orthodoxe, professeur à l'Université d'Ottawa et membre de l'Académie canadienne.

## Politique turque

### Alliance puis rupture avec Erdoğan
Le mouvement Service de Gülen soutient à partir de 2002 l'AKP au pouvoir, les deux prônant un islamisme modéré. Le mouvement prospère pendant la première décennie de pouvoir de l'AKP. Ce dernier fait massivement appel à des cadres gulénistes pour remplacer les fonctionnaires kémalistes dans des secteurs tels que la police ou la justice, mais aussi l'armée, où des postes d’officiers ont été libérés à la suite de grand procès menés sur la base de preuves parfois fabriquées.
Selon Emile Bouvier, les relations avec Recep Tayyip Erdoğan sont aussi complexes qu’obscures : « les deux hommes se sont appuyés l’un sur l’autre au fil de leur carrière politique respective afin de gagner en influence, en pouvoir et en réseau - avec un succès incontestable. ». Gülen a fait notamment profiter à Erdoğan de son impressionnant empire commercial, de son réseau de médias en Turquie et à l'étranger, de ses banques qui ont facilité le mouvement et le transfert de fonds entre le monde occidental et le Moyen-Orient et finalement des milliers de fidèles qui travaillaient à des postes gouvernementaux en Turquie même. Cette collaboration se poursuivit jusqu'au début des années 2010.
Toutefois, le début des années 2010 voit la rupture entre les deux hommes, chacun « essayant de grever l’influence de l’autre ». Après une série d’esclandres qui accompagnent la dérive autoritaire du gouvernement d'Erdoğan, une crise éclate au grand jour entre les deux alliés officieux, le mouvement de Gülen étant accusé de noyauter les milieux de la justice et de la police, sur fond de procès et d'accusations de corruption contre Erdoğan et ses partisans. En 2014, Fethullah Gülen sort de son silence et s'oppose lors d'une interview au Premier ministre. Il dénonce la volonté de celui-ci de rejuger des militaires lourdement condamnés en 2012 pour tentative de coup d'État. Accusé par Erdoğan de comploter pour empêcher sa réélection lors de l'élection présidentielle d'août 2014, Gülen dément ces accusations et critique les purges ayant frappé la police et la justice. Il indique que les actions de l'AKP sont susceptibles de porter un coup d'arrêt à la démocratisation engagée, et de compromettre l'intégration européenne de la Turquie,.

### Implication supposée dans le coup d'État manqué de 2016
Il est accusé par Erdoğan d'être à l'origine de la tentative de coup d'État de juillet 2016, chose qu'il nie, condamnant par ailleurs les putschistes. La Turquie demande à quatre reprises son extradition au gouvernement américain, qui la refuse malgré les nombreuses évidences avancées par le président turc, faisant naître une tension entre les deux pays. Le 1er octobre 2018, son frère Kutbettin est condamné à dix ans de prison par la justice turque.

### Responsabilité partagée dans le recul de la démocratie turque
Certains intellectuels pensent que Gülen est responsable, tout comme Erdoğan, du recul de la démocratie et des libertés en Turquie. Le politologue Cengiz Aktar déclare que « parmi les groupes de victimes cités [par Gülen dans la presse à propos des victimes de la purge menée par Erdoğan], les Kurdes ont certainement le sinistre privilège d'avoir été la cible préférée des gülenistes pendant des années alors que ces derniers partageaient le pouvoir avec Erdoğan. Si aujourd’hui la Turquie est à ce stade de déréliction et de décadence, intimement lié à une question kurde gangrenée, les gülenistes en portent une responsabilité de taille. »  Ahmet İnsel quant à lui explique que « la confrérie Gülen est responsable du torpillage du processus de normalisation démocratique en Turquie. Elle était tout aussi dangereuse pour la démocratie et les libertés fondamentales que l'autoritarisme d'Erdoğan. Plus dangereuse encore par son refus de se livrer à une compétition ouverte à travers les urnes, préférant opérer en cachette pour contrôler les lieux stratégiques grâce à l’infiltration. »  L'historienne Nora Şeni s'interroge : « Il se décrit en champion de la démocratie [en parlant de Gülen]. Que n'en a-t-il respecté, joué le jeu de la représentation politique, de la transparence et créé un parti ? Que ne s'est-il rendu comptable de ses actions, de ses positions ? » ; l'écrivain Nedim Gürsel ajoute « Mon pays est en train d'évoluer vers une forme de totalitarisme et le mouvement de M. Gülen y est pour beaucoup » et demande « Où étiez-vous M. Gülen quand votre confrérie infiltrait les institutions, notamment l'armée, l'enseignement et la justice ? Au paradis peut-être ? ».

## Publications
Gülen a écrit plus de soixante livres ainsi que de nombreux articles sur des questions sociales, politiques et religieuses, sur l’art, la science et le sport, et il a enregistré des milliers de cassettes audio et vidéo. Il contribue à un certain nombre de journaux et magazines appartenant à ses adeptes. Il écrit les éditoriaux de Fountain, Yeni Ümit, Sizinti et Yagmur, et de magazines islamiques et philosophiques. Plusieurs de ses livres ont été traduits en anglais.

## Points de vue sur les questions contemporaines
- Laïcité : Gülen a critiqué une politique enracinée dans un matérialisme philosophiquement réducteur. Mais il a également affirmé que l'islam et la démocratie sont compatibles, et il encourage une plus grande démocratie en Turquie. Il soutient aussi qu'une approche laïque qui n'est pas antireligieuse et qui autorise la liberté de religion et de croyance est compatible avec l'Islam.
- Demande d’adhésion de la Turquie à l'Union européenne : Gülen soutient l’adhésion de la Turquie à l'Union européenne et affirme que ni la Turquie ni l'UE n'ont à craindre quoi que ce soit, mais ont beaucoup à gagner d'une adhésion future, pleine et entière, de la Turquie à l'UE.
- Rôle des femmes : Selon Aras et Caha, les points de vue de Gülen sur les femmes sont « progressistes » mais « les femmes modernes actives en Turquie trouvent toujours ses idées loin d'être acceptables. »[25] Gülen dit que l'arrivée de l'Islam a sauvé les femmes, qui « n'étaient absolument pas confinées à la maison et (...) jamais opprimées » dans les premières années de la religion. Il estime cependant que le féminisme à l’occidentale est « condamné au déséquilibre comme tous les autres mouvements réactionnaires (...) étant plein de haine envers les hommes. » Cependant, les opinions de Gülen sont vulnérables aux accusations de misogynie. Comme l’a remarqué Berna Turam, Gülen a affirmé :

« L'homme est utilisé dans des emplois plus exigeants (...) mais une femme doit être exclue durant certains jours du mois. Après avoir donné naissance, elle peut parfois ne pas être active pendant deux mois. Elle ne peut pas toujours prendre part à différents secteurs de la société. Elle ne peut pas voyager sans son mari, son père ou son frère (...) la supériorité des hommes par rapport aux femmes ne peut pas être niée. »
- Terrorisme : Gülen condamne toute sorte de terrorisme. Il met en garde contre la violence arbitraire et les agressions contre les civils, contre le terrorisme, qui n'ont pas leur place dans l'islam et qui vont à l'encontre de ses principes fondamentaux de respect envers la vie humaine et toutes les créations de Dieu. Fethullah Gülen fut le premier leader musulman à condamner ouvertement les attaques terroristes du 11 septembre 2001. Il a publié un article dans ce sens dans le Washington Post le 12 septembre 2001, le lendemain de l'attaque, et a déclaré qu’un musulman ne peut être un terroriste, pas plus qu'un terroriste ne peut être un vrai musulman. Gülen déplore le détournement déplorable de l'islam par des terroristes qui se disent musulmans et prétendent agir au nom de l'islam, alors qu'en fait un tel acte n'a rien à voir avec la foi véritable. Il explique qu’« Il faudrait chercher l'Islam dans ses propres sources et dans ses propres représentants à travers l'histoire ; pas à travers les actions d'une minorité minuscule qui le déforment »[26].
- Flottille pour Gaza : Gülen a critiqué la flottille pour Gaza lancée par la Turquie en 2010 pour essayer d’apporter de l'aide à la population, sans le consentement d'Israël. Il a parlé de surveiller la couverture médiatique de la confrontation mortelle entre les commandos israéliens et les membres des groupes d'aide multinationaux lorsque sa flottille s'est approchée du blocus maritime israélien de Gaza. « Ce que j'ai vu n'était pas beau à voir, a-t-il dit. C'était horrible. » Il a continué sa critique. « L'échec des organisateurs à chercher une entente avec Israël avant la tentative d’apporter de l'aide est un signe de résistance envers l'autorité et ne donnera pas lieu à des discussions fructueuses. »

## Prix et récompenses
- 1995 – « Prix Nihal Atsız de Service pour le Monde Turc » de la Fondation des Foyers Turcs
- 1995 – « Brevet de Gratitude » de la Fondation Mehmetçik
- 1996 – « Prix de Tolérance » de la Fondation des Industriels et des Hommes d’affaires Turcs (TÜSİAV)
- 1997 – « Prix de Service pour le Monde Turc » de la Fondation des écrivains et des artistes (TÜRKSAV)
- 1997 – « Prix Spécial 24 novembre de l’Éducation » accordé par l’organisation éducative Türk Eğitim-Sen
- 1998 – « Prix de la Fondation Türk 2000'ler »
- 1998 – « Présent Culturel des Foyers Turcs de Hamdullah Suphi Tanrıöver »
- 1998 – « Prix de la Fondation de la Route de la Soie »
- 2001 – « Prix de Service Supérieur » de l’Union des écrivains de Turquie
- 2008 - « no 1 in the World’s Top 20 Public Intellectuals - Foreign Policy-»
- 2013 - Prix Manhae pour la paix.